# Avia Malka
Avia Malka (hebräisch אביה מלכה; * 3. Mai 1995 in Akkon) ist eine israelische Schauspielerin.

## Leben und Karriere
Malka wurde am 3. Mai 1995 in Akkon geboren. Während ihres Militärdienstes arbeitete sie bei Galei Zahal als Radiomoderatorin. Anschließend studierte sie Entrepreneurship an der Reichman University. Von 2017 bis 2019 belegte sie in der Serie Kadabra eine der Hauptrollen. Anschließend trat sie 2019 in einer Folge von The Grave auf. 2021 wurde Malka für den Film Saving Shuli gecastet.
Malka war mit Ofri Goffer verheiratet. Am 3. August 2024 starb ihr Mann im Alter von 40 Jahren an einer den Krebserkrankung.

## Filmografie (Auswahl)
Filme
- 2021: Saving Shuli
- 2022: The Procedure

Serien
- 2017–2019: Kadabra
- 2019: The Grave